# نينا طراد
نينا طراد-حلو (مواليد بيروت عام 1904-1989)؛ هي محامية لبنانية وسيدة لبنان الأولى. وثاني محامية تسجل في نقابة المحامين في فترة الانتداب الفرنسي على سوريا ولبنان. وعقيلة رابع رؤساء الجمهورية اللبنانية: شارل حلو.